# C4P

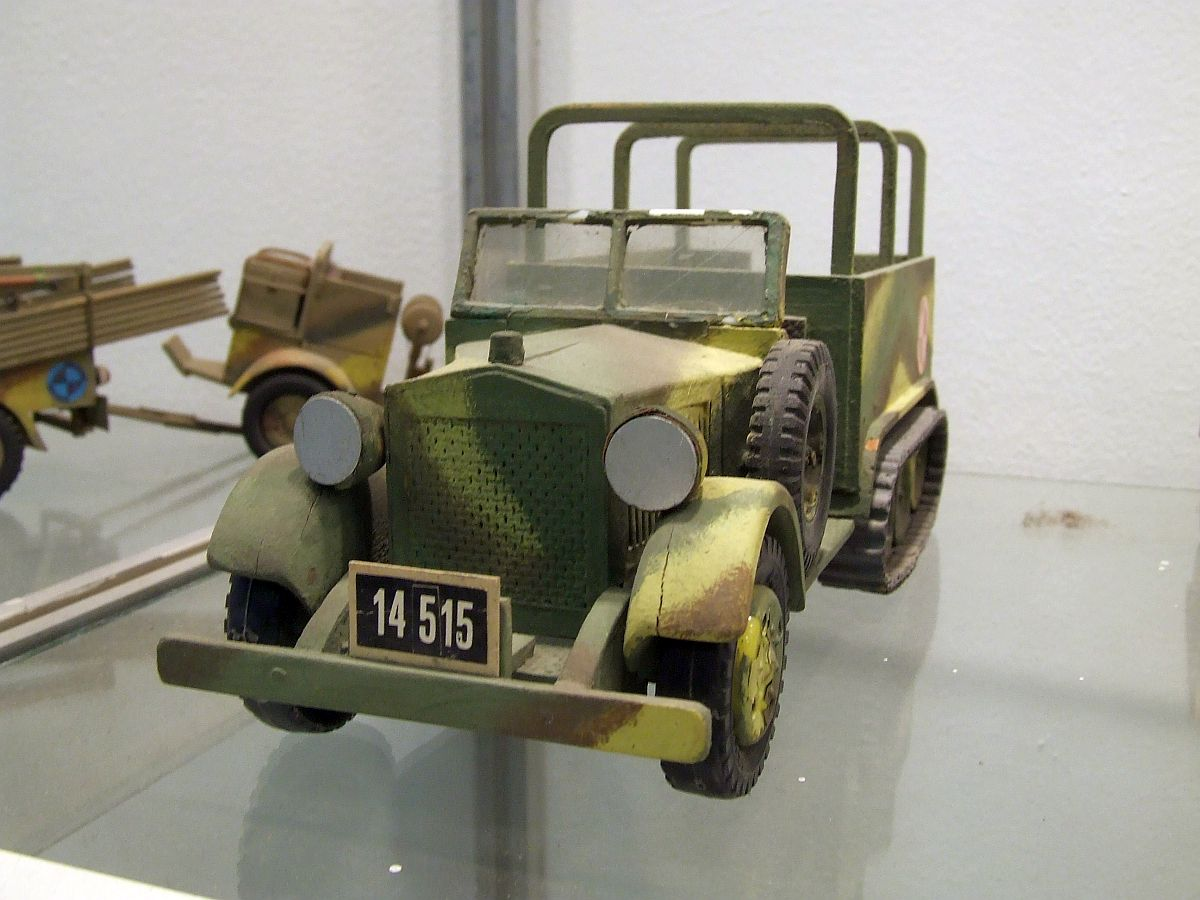
C4P, modèle au musée national de la technologie de Varsovie

Le C4P est un half-track (autochenille, ou semi-chenillé en français) polonais dérivé du camion de 4,5 tonnes Fiat Polski 621 (en polonais : Półgąsienicowy 34" - littéralement voiture Half-Track, 1934). Il est produit à partir de 1936.

## Conception
Ce véhicule a été conçu par le Biurze Badań Technicznych Broni Pancernych - Bureau des armes blindées et de la recherche technique (BBT BP) de Varsovie en 1934. Pour la construction de ce half-track, plusieurs parties essentielles du camion Fiat 621 sont utilisées, certaines ont été modifiées ou améliorées. La version châssis renforcé court a été retenue, le moteur et la cabine ont reçu quelques modifications. L'essieu avant est renforcé pour intégrer la transmission en 4x4. La modification principale et la plus visible s'est portée sur l'essieu arrière qui est remplacé par une chenillette, comme sur le Citroën Kégresse P14/P17/P19 et le Vickers E.
Les essais et mises au point sont réalisés en 1935 et la production commence en 1936 dans l'usine de la société d'État PZinz à Varsovie. Au cours de la production, le modèle a reçu d'autres modifications par le constructeur et le bureau d'ingénierie PZInz. Entre 1936 et jusqu'au début de la guerre, plus de 400 exemplaires sont produits sous différentes versions. Le nombre exact est inconnu. On a dénombré au moins 80 tracteurs d'artillerie C4P. Le WZ.34/C4P a été couronné de succès, mais avec quelques défauts liés au type d'exploitation : forte consommation de carburant, moteur pas assez puissant pour absorber le poids supplémentaire du véhicule (dû aux différents renforcements et aux chenillettes) par rapport au camion Fiat dont il dérivait.

## Les différentes versions
Le WZ.34 / C4P a été produit en 8 versions différentes :

### C4P pour artillerie lourde
Destiné à recevoir des canons de 120 mm et 105 mm, notamment des canons Schneider 105, le châssis est légèrement plus court et est équipé avec une prise spéciale pour le transport. Initialement, la cabine était ouverte sur le dessus et couverte seulement avec une bâche. Les modèles de la seconde génération bénéficie d'une cabine fermée en acier et bois. Les deux variantes ont un banc pour quatre artilleurs juste derrière la cabine.

### C4P pour artillerie légère
Il est destiné à recevoir un canon de 75 mm modèle 1897 Schneider ou de 100 mm Škoda, ainsi que pour le transport de munitions. Il est identique à la version pour artillerie lourde sauf que le plateau est équipé avec deux bancs pour trois soldats chacun.

### C4P pour batterie anti-aérienne
Il est destiné à recevoir un canon polonais de 75 mm WZ.36 Star AA. Il a une cabine allongée avec deux banquettes pour deux soldats sur chaque banquette.

### Samochód ciężarowy WZ.34
Camion de transport de fret avec un plateau long.

### Samochód warsztatowy WZ.34
Camion atelier avec un châssis en acier et une cabine ouverte équipée d'une bâche. Les flancs du plateau sont équipés de portes pour permettre un accès plus aisé à l'équipement de l'atelier. En plus de leur utilisation principale, ces véhicules sont également utilisés pour remorquer des batteries anti-aériennes.

### Ambulans WZ.34
Véhicule ambulance comprenant un compartiment fermé à l'arrière pouvant accueillir huit soldats blessés assis ou quatre civières. Environ 50 véhicules de cette version ont été produits.

### Wóz strażacki WZ.34
Deux exemplaires de cette version spécifique ont été produits pour les pompiers municipaux de la ville de Lviv (aujourd'hui en Ukraine).

### lot
Aussi connue sous le nom C4P « lot » ou Samochód WZ.34 « lot », cette version est dérivée de la version  WZ.34 camion de transport de fret, avec un châssis court et un équipement de remorquage des avions sur les aérodromes.